# Кубок Столетия Майской революции
Кубок Столетия Майской революции — футбольный турнир, проводившийся с 27 мая 1910 года по 12 июня 1910 года. Турнир был первым международным соревнованием в Южной Америке, где участвовали более двух команд. Соревнование, проходившее в Буэнос-Айресе, было проведено в честь столетия Майской революции 25 мая 1810 года.
Во многих источниках Кубок называют чемпионатом Южной Америки 1910 по причине того, что в нём участвовали три из четырёх учредителей КОНМЕБОЛ, но турнир не был официально признан этой организацией по той причине, что сама КОНМЕБОЛ была создана 6 лет спустя.
В составах выступающих команд играло много выходцев из Европы, в частности, половина сборной Аргентины состояла из британцев.
Турнир проходил по круговой системе, в нём участвовало 3 команды, которые встречались между собой по разу. Два очка начислялись за победу, одно за ничью и ноль за поражение.

## Участники
- Аргентина
- Уругвай
- Чили

## Матчи

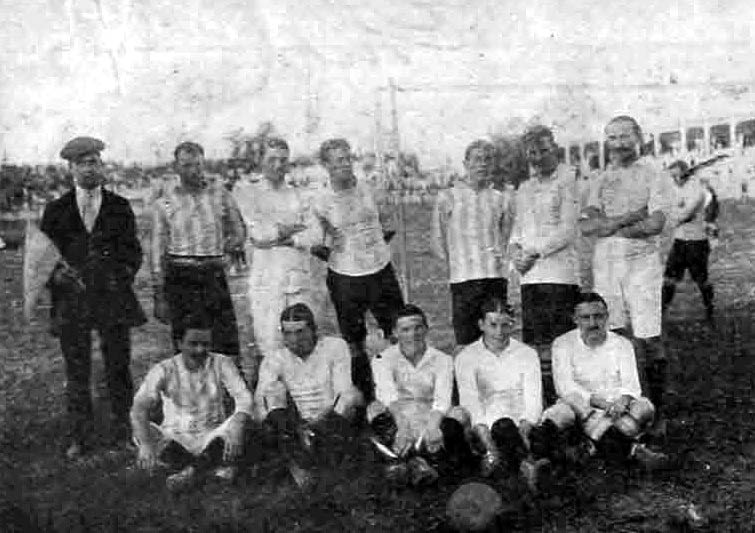
Сборная Аргентины — победитель Кубка Столетия Майской революции

29 мая 1910
| Уругвай       | 3:0 (1:0) | Чили | Стадион Коллегиалес эн Палермо, Буэнос-Айрес Судья: Хосе Сусан (Аргентина) |
| Пьендибене 5' |           |      | Стадион Коллегиалес эн Палермо, Буэнос-Айрес Судья: Хосе Сусан (Аргентина) |
| Браччи 75'    |           |      |                                                                            |
| Бак 85'       |           |      |                                                                            |

5 июня, 1910
| Аргентина    | 5:1 (3:0) | Чили         | Стадион Химнасия и Эсгрима, Буэнос-Айрес Судья: Лейн Перу (Уругвай) |
| Вьяле 16'    |           | Кэмпбелл 50' | Стадион Химнасия и Эсгрима, Буэнос-Айрес Судья: Лейн Перу (Уругвай) |
| Хейс 26'     |           |              |                                                                     |
| Хейс 40'     |           |              |                                                                     |
| Вейсс 66'    |           |              |                                                                     |
| М. Сусан 75' |           |              |                                                                     |

12 июня, 1910
| Аргентина    | 4:1 (2:0) | Уругвай        | Стадион Химнасия и Эсгрима, Буэнос-Айрес Судья: Армандо Бергалли (Чили) |
| Вьяле 15'    |           | Пьендибене 58' | Стадион Химнасия и Эсгрима, Буэнос-Айрес Судья: Армандо Бергалли (Чили) |
| Хейс 43'     |           |                |                                                                         |
| Хаттон 50'   |           |                |                                                                         |
| М. Сусан 64' |           |                |                                                                         |

## Турнирная таблица
| Команда   | Матчи | Победы | Ничьи | Поражения | Забито | Пропущено | Разница голов | Очки |
| --------- | ----- | ------ | ----- | --------- | ------ | --------- | ------------- | ---- |
| Аргентина | 2     | 2      | 0     | 0         | 9      | 2         | +7            | 4    |
| Уругвай   | 2     | 1      | 0     | 1         | 4      | 4         | 0             | 2    |
| Чили      | 2     | 0      | 0     | 2         | 1      | 8         | −7            | 0    |

## Лучшие бомбардиры
3 гола
- Хейс

2 гола
- М. Сусан
- Вьяле
- Пьендибене